# صادق فرج
صادق فرج التميمي (1957 - 2 فبراير 2025)، هو كاتب وصحفي عراقي، انتخب عضواً في المجلس المركزي لنقابة الصحفيين العراقيين لأكثر من دورة انتخابية.
أصدر العديد من الكتب من أهمها الموسوعة الكبيرة التي حملت عنوان «صحفيون بين جيلين» والتي تناول فيها سيرة الكثير من الصحفيين العراقيين، كما صدر له كتاب آخر بعنوان «قرابين.. حكايات من زمن الفوضى». روايته الشهيره ((قرابين من ذاكرة الزمان )) بخمسة أجزاء وهي تؤرخ حياة العراقيين السياسيه والاقتصاديه والاجتماعيه للفتره مابين عام 1968م لغاية عام 2011م

## وفاته
توفي يوم الأحد 2 فبراير 2025، عن عمر ناهز الـ68 عاماً بعد معاناة طويلة مع مرض عضال.